# CDing

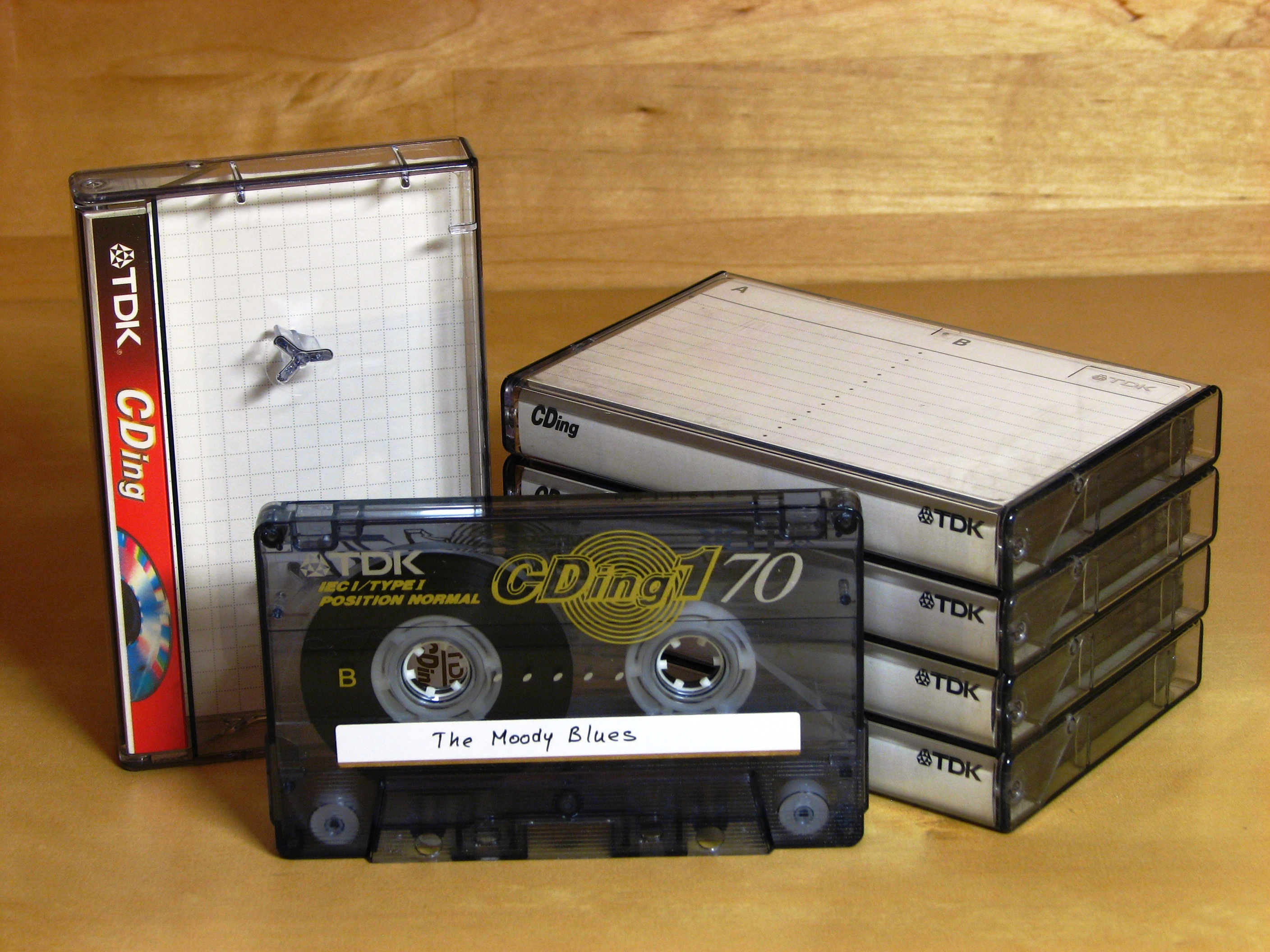
CDing1

CDing（シーディング）とは、かつてTDKが1990年（平成2年）8月から2007年（平成19年）12月まで製造・販売、およびイメーション（現:韓オージン社）がTDK Life on Recordブランドとして2008年（平成20年）1月から2011年（平成23年）8月まで製造、同年12月まで販売していたコンパクトカセットの商品名（商標）である。

## 発売

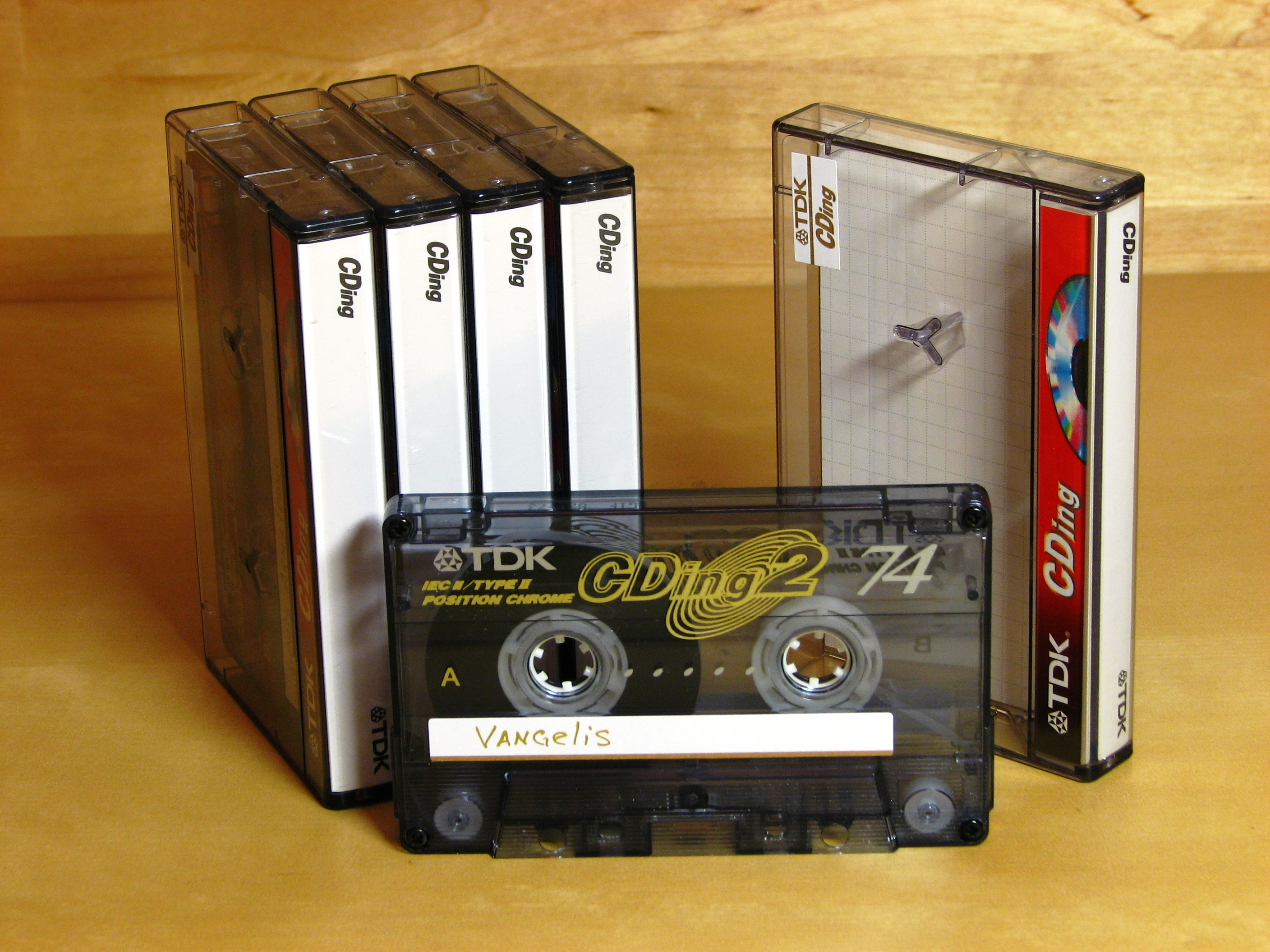

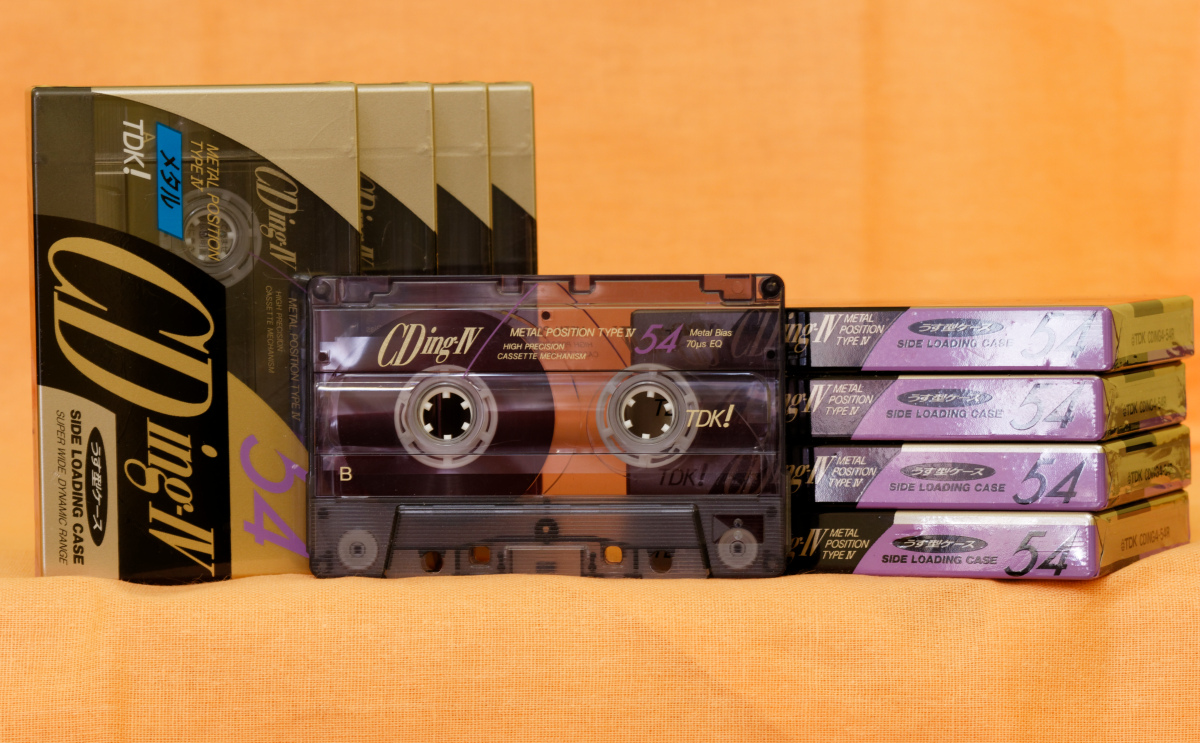

カセットテープが身近になった1982年（昭和57年）10月1日に、コンパクトディスク（以下CD）が登場。その他、貸しレコード屋(レンタル店)が出現し、レコードを借りて、ダビングする作業も身近になった。
そのためか、CDやレコードの時間に合わせた、テープが必要であった。当時は既にレコード用として46分が存在したが、未来を考察するとCDが流行るのではということもあり、1980年代後期頃から、コンパクトカセットのラインナップは細分化していき、CD録音に特化した細かい分数が発売された。しかし、1988年（昭和63年）にソニーから発売されたCDixシリーズを皮切りに、各社からCD○○といったテープが発売され、その需要に応えた製品である。
音楽録音専用カセットテープのグレードとしては最下級となり、ADシリーズやARシリーズ、SRシリーズ、SAシリーズ、MAシリーズなどとは特徴が異なる。とは言え、CDの録音に特化した仕様であるためそこそこの高音質は出るようになっている。
2000年（平成12年）時点では、10、20、40、46、50、54、60、64、70、74、80、90、120、150分のラインナップが存在した。また、CDingの上級版として各テープポジション（ノーマル・ハイ・メタル）における1ランク上の磁気テープやカセットハーフを採用したSuper CDing（スーパー・シーディング）も存在し、こちらは1992年（平成4年）8月から1994年（平成6年）8月まで製造・販売された。
1998年（平成10年）9月のリニューアルを機にMETAL CDingが既存のDJ Metalと共にMA-EXに統合される形で同年8月までに製造・販売終了となり、それ以後はノーマルポジション、ハイポジションのみの展開となり、2011年（平成23年）夏から秋にかけて発生したタイ洪水により製造ラインが全て浸水したため、現地に存在していたイメーションの磁気テープの製造工場が操業終了、これと同時に製造・出荷終了となった。

## カセットの仕様
グレードは、ノーマルポジション・ハイポジション・メタルポジションの三種類であり、ノーマルポジションは10 - 150分までのタイムラインアップがあった。ただし、ハイポジションは最長120分まで、メタルは46 - 90分までのタイムラインアップとなっていた。
ハーフ固定は、発売当初はネジ止め式となっていたが、1994年のリニューアル品より同社のAE同様の超音波による溶着方式に変更された。
グレードについては、最下位グレードとも言われていた。同社のAE以上AD以下というなんとも言えない位置にあった。しかし2001年末までにAD1やAD2、MA-EXなどの各種音楽録音専用カセットテープが生産・出荷終了となり、その後CDingシリーズが同社にとって名実共に大変貴重な音楽録音専用カセットテープとなった。
対抗商品については、ソニーのCDixや日立マクセル（現・マクセル）のCD's、AXIA（富士フイルム）のJ'z等が挙げられる。
価格に関しても、非常に安価であり、1994年（平成6年）のCDing METALでは、AXIAのPS-METALとならぶ46分（片面23分）で510円であった。
CDing METALについては1996年（平成8年）を以ってリニューアルは終了。販売に関しては1998年（平成10年）末までは店頭で販売されていた。
2001年には、CDing1・CDing2の最終モデルチェンジとして発売。2011年に発生したタイ洪水の影響で製造ラインは無くなった。それに伴い、CDingとAEは共に生産・出荷終了になったが、いずれも2012年末までに販売終了となった。
現在手に入れる方法は、大手リサイクルショップ（例：ハードオフ、セカンドストリート等）などや、オークションで入手する方法しかない。
ラベルは非常にシンプルであり、インデックスカードについては、1枚半のインデックスカードとなっている。
ケースはマクセルと似たような薄型ケースを採用しており、ケース裏面右上にはTDKのロゴマークが存在する。

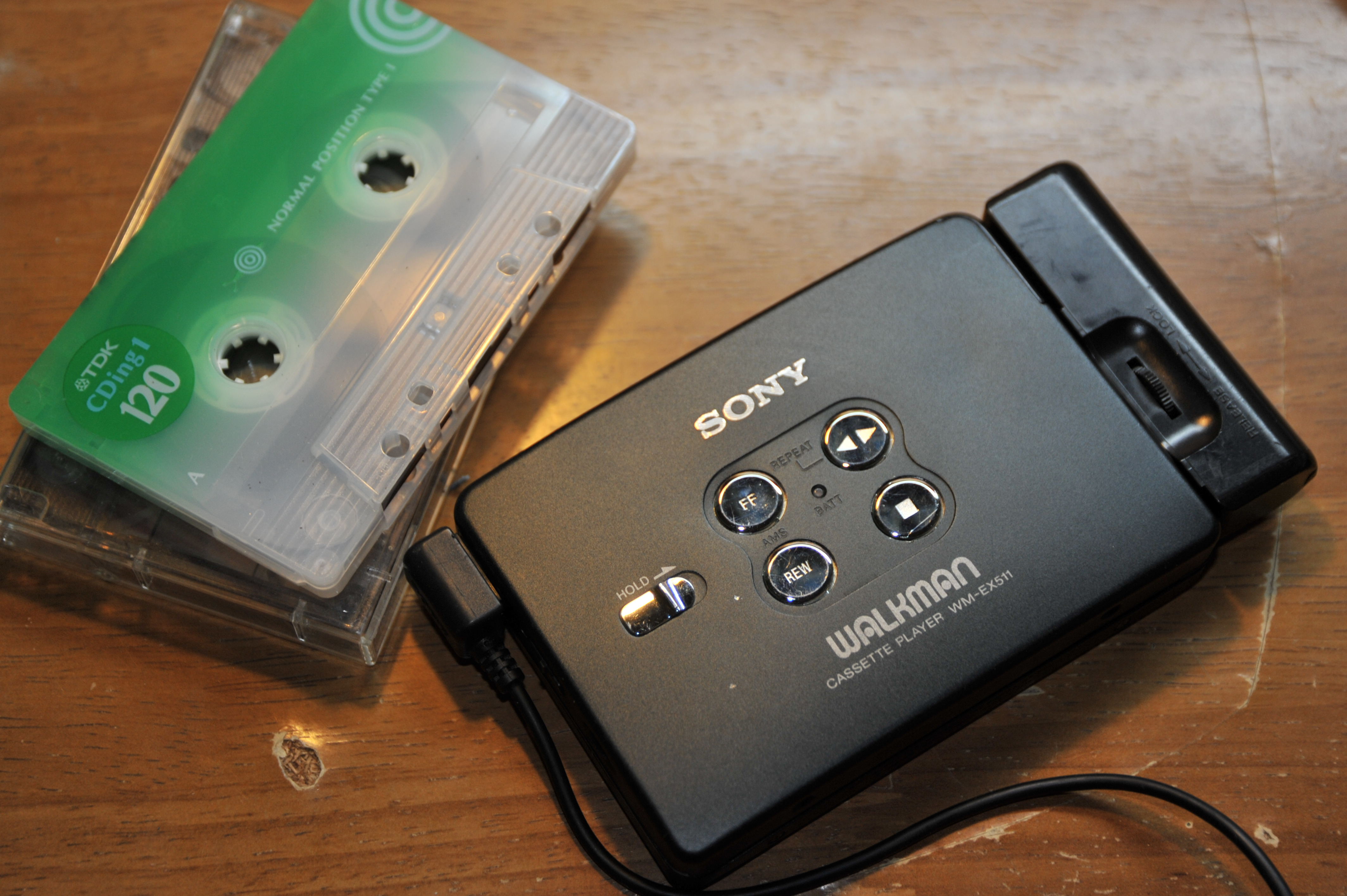
CDing1（左）
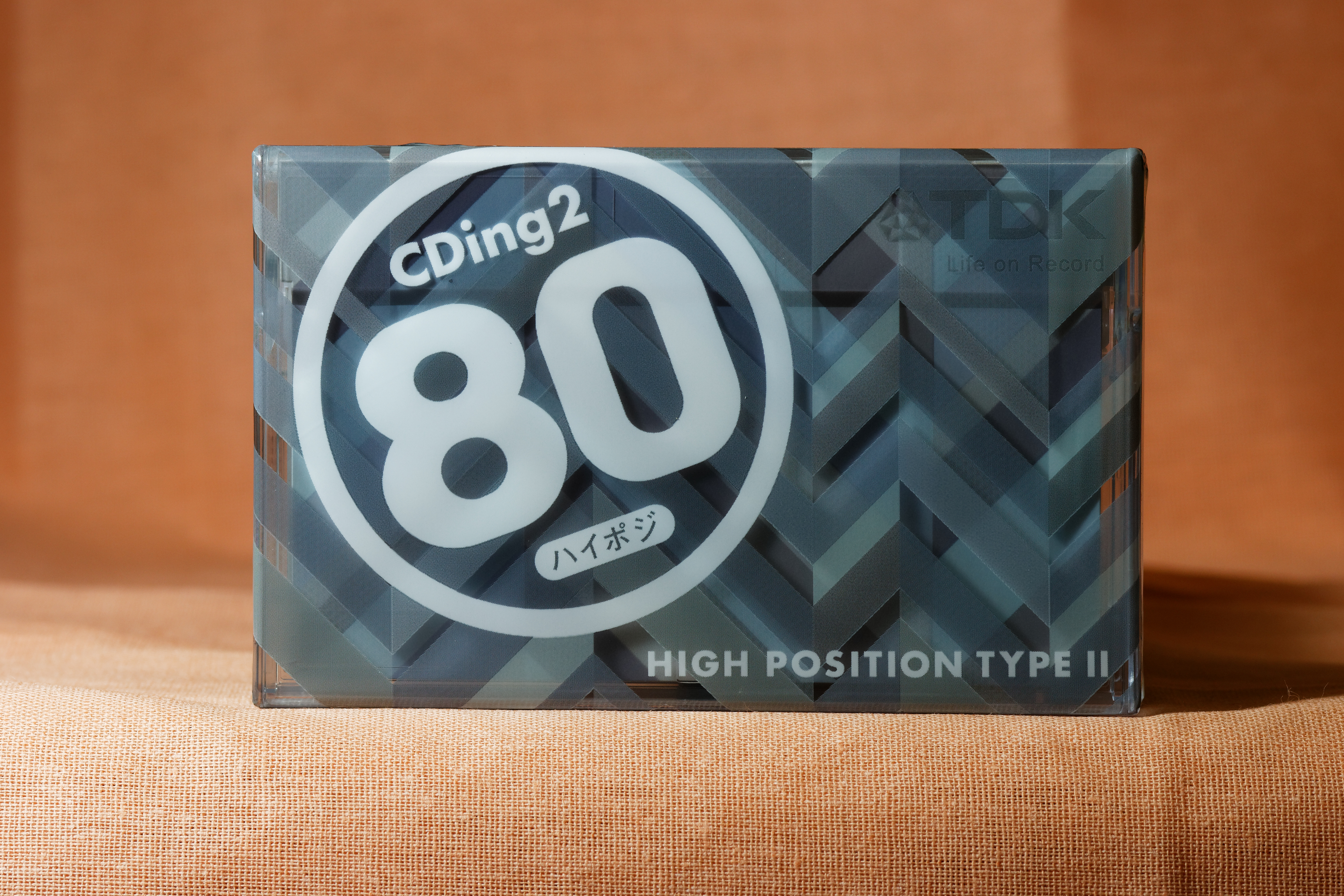
CDing2（2002年）
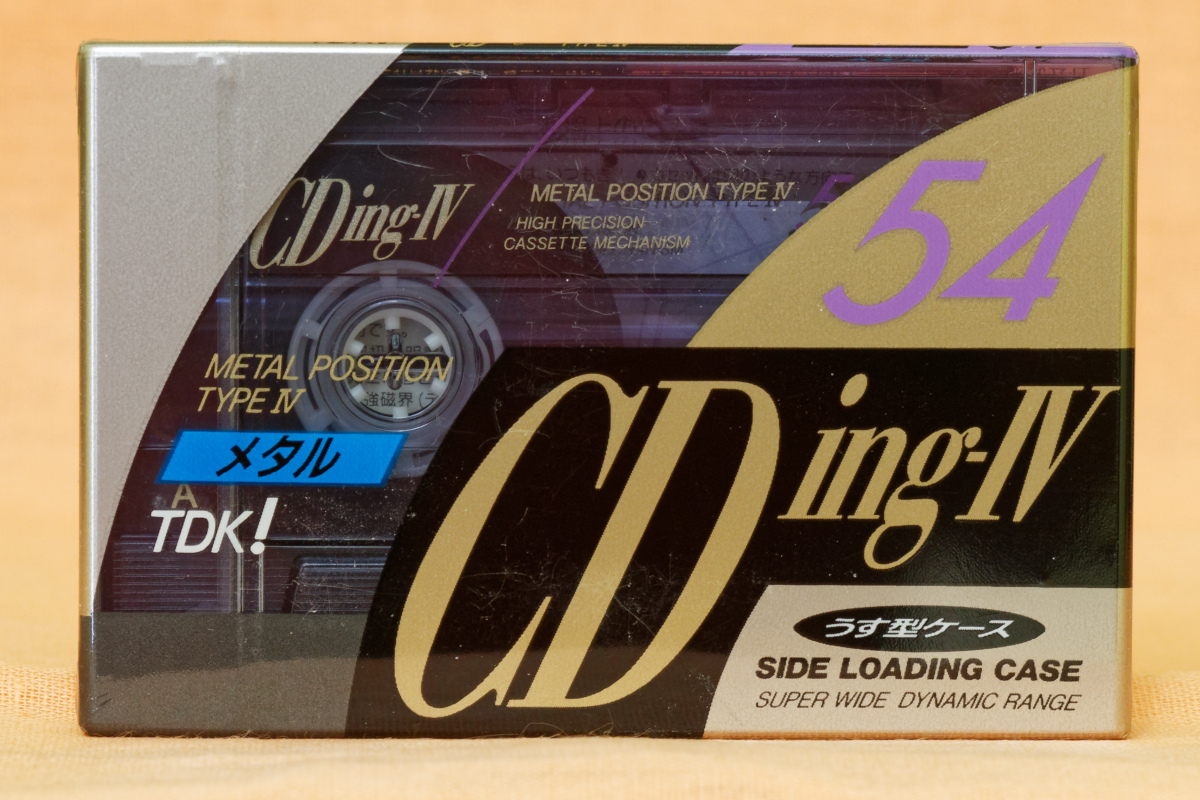
CDingIV（1992-1993年）

## 注
1. ↑  末期の製品の場合、150分のみ国内生産・組立となっていた。